# Маркс, Майкл
Ма́йкл Ма́ркс (англ. Michael Marks; июнь 1859, Слоним, Российская империя — 31 декабря 1907) — британский предприниматель еврейского происхождения, один из основателей фирмы Marks & Spencer.

## Биография
Родился в июне 1859 года (по другим данным 1863, 1864) в городе Слоним Российской империи (ныне Республика Беларусь) в семье евреев-литваков. Эмигрировал в Британию, где первоначало поселился в городе Лидс. В фирме «Brran» получил работу. В 1884 году Маркс познакомился с Исааком Дьюхерстом, владельцем одного из складов-магазинов. Маркс заключил с ним сделку, он покупал у фирмы Дьюхерста товары и продавал их в близлежащих деревнях. Молодой предприниматель смог накопить свой первый капитал и открыть киоск в Лидсе. Также удачны продажи были в Каслфорде и Уэйкфилде.
Маркс решил арендовать места в крытом рынке в Лидсе. В одном из них, где он торговал товарами всего по одному пенни, при входе красовалась вывеска: «не спрашивай цену, любой товар стоит один пенс» (англ. Don’t ask how much — it’s a penny). Маркс расширил свой бизнес и открыл аналогичные киоски по всему Йоркширу и Ланкаширу.

### Marks and Spencer
В 1894 году Маркс понял, что чтобы и дальше развивать бизнес и расширяться, понадобится бизнес-партнёр. Он обратился к другу Исааку Дьюхерсту, тот предложил ему своего кассира Томаса Спенсера. Спенсер решил, что если он вложит £300 в новое дело Маркса, то это будет очень выгодная инвестиция.
Благодаря прошлому опыту, а также возможности определять цены непосредственно у производителя, предприниматели смогли развить сеть магазинов, открывая новые в таких городах как Манчестер, Бирмингем, Ливерпуль, Мидлсбро, Шеффилд, Бристоль, Сандерленд, Кардифф

## Список литературы
- Числетт, Елена (2009). Marks in time : 125 years of Marks & Spencer. London: Weidenfield & Nicholson
- Статья Олег Козерода. «Майкл Маркс — изобретатель супермаркетов». Журнал «Народ мой» № 4 (392) 28.02.2007 (недоступная ссылка)